# Chira lanei
Chira lanei là một loài nhện trong họ Salticidae.
Loài này thuộc chi Chira. Chira lanei được Ilka Maria Fernandes Soares & Hélio Ferraz de Almeida Camargo miêu tả năm 1948.